# Авиамоделизм

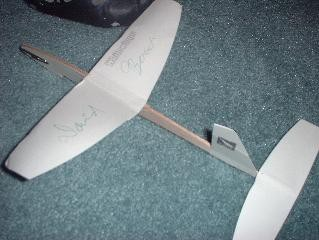
Бумажный планер

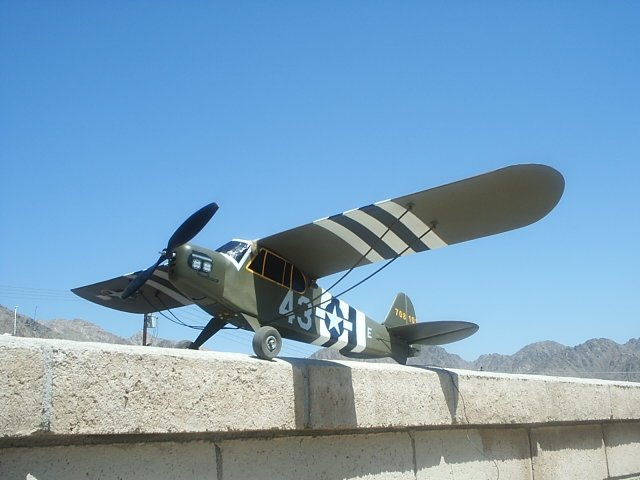
Радиоуправляемая модель

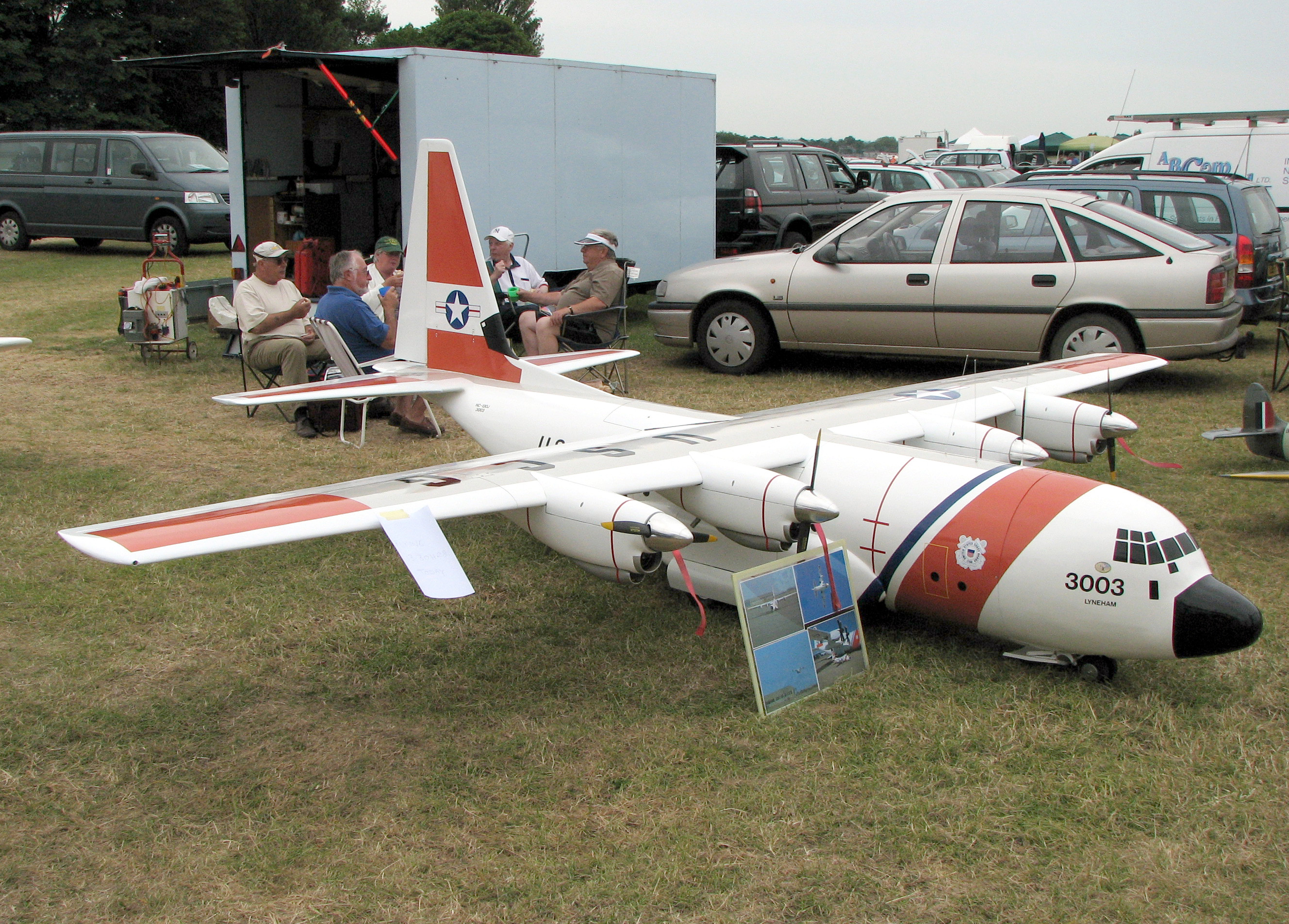
Радиоуправляемая модель самолёта C-130. Размах крыла — 5 метров.

Авиамодели́зм — вид технического творчества, средством которого является:
- Создание нелетающих масштабных моделей реальных летательных аппаратов (стендовый авиамоделизм).
- Создание и пилотирование как свободнолетающих (планеры, таймерные), так и дистанционно управляемых (радиоуправляемые, кордовые модели: скоростные, пилотажные, гоночные, воздушного боя, копии) летательных аппаратов.

Авиамодели представляют все виды летательных аппаратов.
Авиамоделизм был довольно хорошо развит в СССР: издавались журналы, финансировались кружки авиамоделизма. Наиболее популярен он был среди молодёжи школьного возраста, в то же время авиамоделизмом на профессиональном уровне занимались представители всех возрастов.

Сейчас кружки авиамоделизма имеются во многих городах России в Центрах детского творчества. В 2007 году свой 40-й юбилей отметил коллектив авиамодельного творчества при Дворце пионеров и школьников имени А. П. Гайдара (Москва). В Санкт-Петербурге подобное направление активно развивается на базе Центра детского (юношеского) технического творчества «Охта».
В настоящее время мировая индустрия авиамоделизма развита хорошо: фирмы, выпускающие системы радиоуправления, двигатели, модели, топливо, аксессуары, магазины, журналы и так далее, исчисляются сотнями. Мировой авиамодельный спорт управляется Международной федерацией аэронавтики (ФАИ).

## В филателии

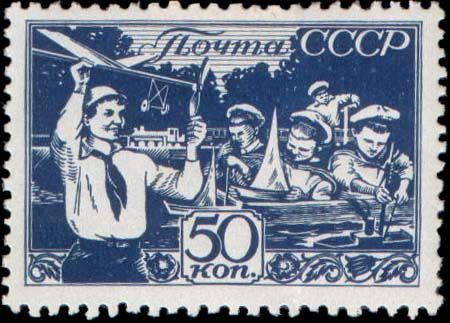
Почта СССР, 1938 г.
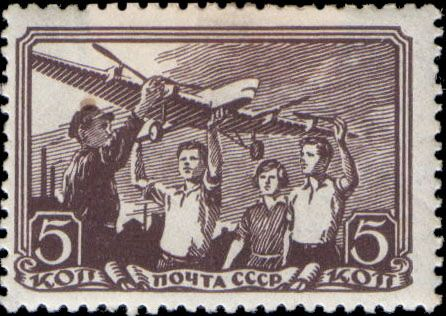
Почта СССР, 1938 г.
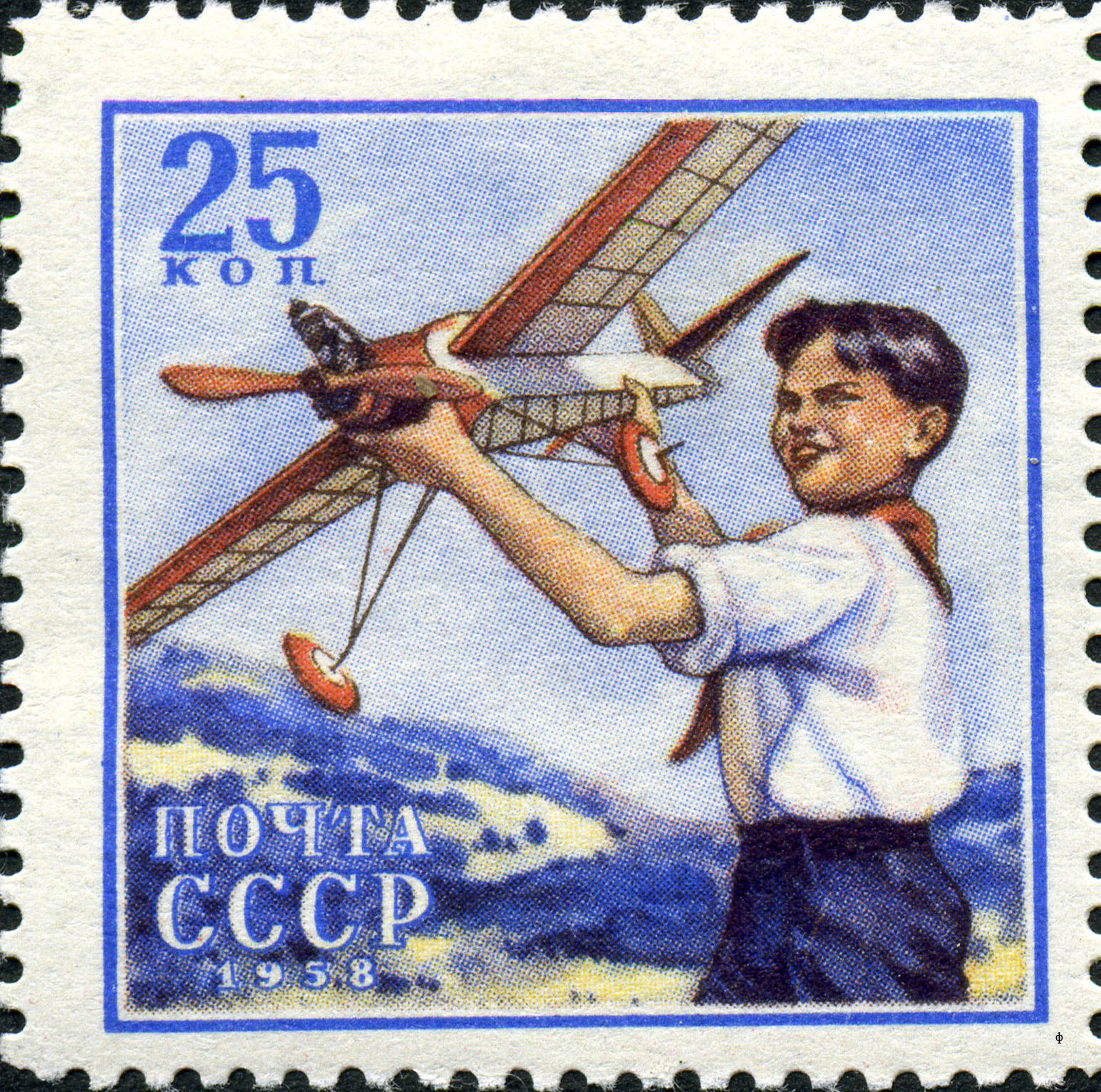
Марка СССР, 1958 г.
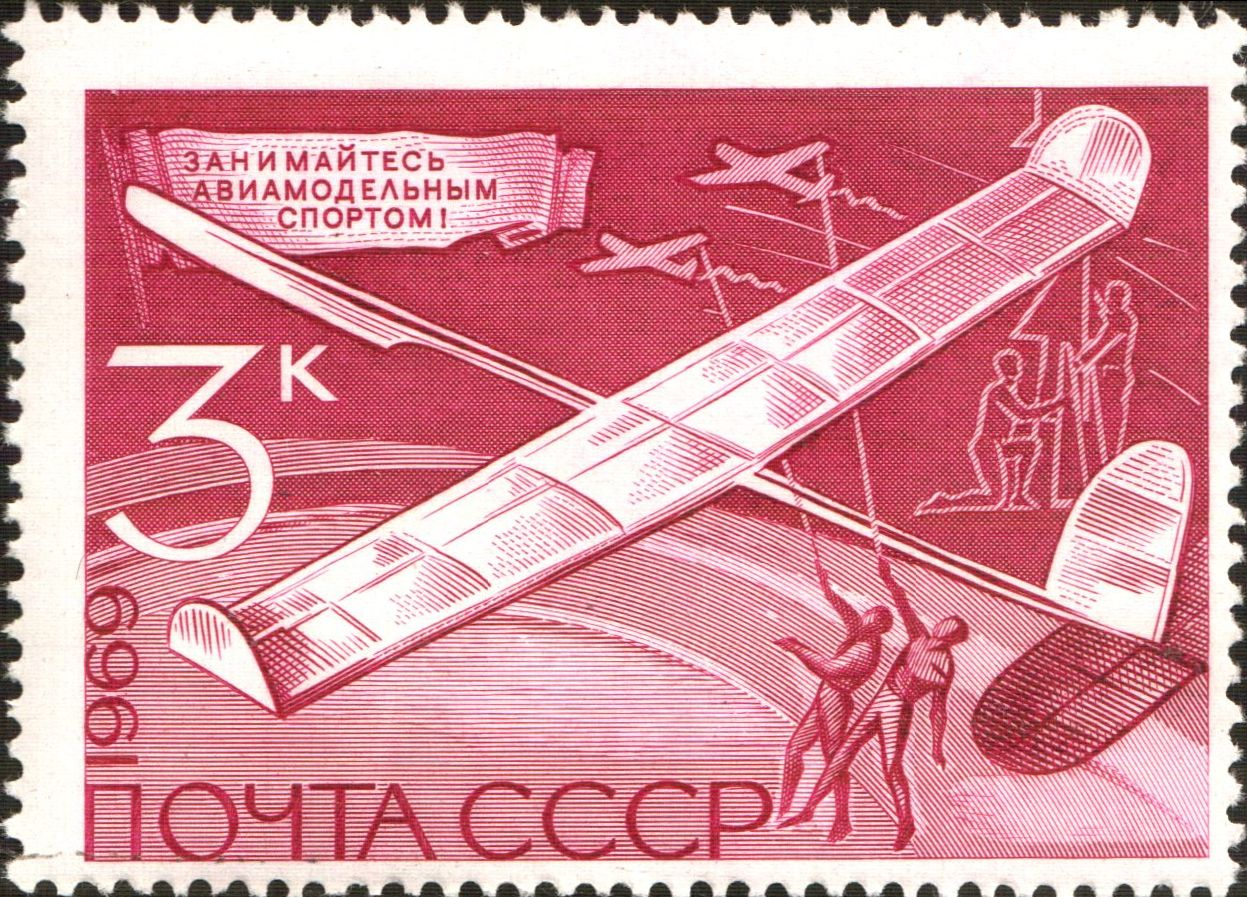
Почта СССР, 1969 г.